# كيفن خوليو
كيفن خوليو (بالإندونيسية: Kevin Julio)‏ هو لاعب كرة الريشة وممثل إندونيسي، ولد في 28 يوليو 1993 بجاكرتا في إندونيسيا.

## وصلات خارجية
- كيفن خوليو على موقع IMDb (الإنجليزية)
- كيفن خوليو على موقع ديسكوغز (الإنجليزية)
- كيفن خوليو على موقع قاعدة بيانات الفيلم (الإنجليزية)